# وكالة تسجيل المواد السامة والأمراض
وكالة تسجيل المواد السّامة والأمراض (بالإنجليزية:Agency for Toxic Substances and Disease Registry) وكالة صحية فيدراليّة عامة أنشأت كمنظمة استشارية عام 1985، وهي تتبع لـ وزارة الصحة والخدمات البشرية الامريكية في الولايات المتحدة الأميركية ، تركز اهتمامها على تقليل المخاطر الصحية المرتبطة بالتعرض للمواد الخطرة وهي تعمل بشكل وثيق مع الوكالات الفيدرالية المحلية ،المجتمعات المحلية ، ومقدمو الرعاية الصحية. تتمثل مهمتها في خدمة المجتمع من خلال الاستجابة السريعة للصحة العامة للوصول إلى بيئة صحية ومنع التعرض للمخاطر «. أنشأت الوكالة بموجب قانون» الاستجابة البيئية الشاملة والتعويضات والمسؤولية لعام 1980.
أيضا هي وكالة مستقلة ضمن حدود وزارة الصحة ، ويؤدي مركز السيطرة على الأمراض العديد من وظائفها الإدارية ، إذ يعمل مدير مركز مكافحة الأمراض بصفته أيضا مديرا لوكالة تسجيل المواد السامة والأمراض. كما أن وكالة تسجيل المواد السامة والأمراض لديها مكتب مشترك مع المركز الوطني للصحة البيئية. يقع مقر الوكالة في أتلانتا ،جورجيا ، في حرم شامبلي في مركز مكافحة الأمراض . في السنة الماليّة 2010 كانت ميزانية العمليات لوكالة تسجيل المواد السّامة والأمراض تقدّر 76,8 مليون ولديها 300 موظف يعملون على مدار الساعة.

## التاريخ
ردا على الكوارث البيئية في منطقتي قناة (لوف) وشاطئ (التايمز) في ولاية (ميزوري)، أقرّ مجلس الكونغرس قانون الاستجابة البيئية الشاملة والتعويضات والجزاءات لعام 1985،  المعروف باسم صندوق الدعم الفائق وأعطى المركز المسؤولية الرئيسية لوكالة البيئة لتحديد مواقع النفيات الخطرة والتحقيق فيها وتنظيفها. وأيضا عمل على إنشاء وكالة تسجيل المواد السّامة والأمراض لتقييم وجود وطبيعة المخاطر الصحية في المجتمعات المحلية التي تعيش بالقرب من المواقع البيئية الخطرة للمساعدة في منع أو تقليل التعرض للمواد الضارة، وتوسيع قاعدة المعرفة حول الآثار الصحية الناجمة عن التعرض لهذه المواد، أنشأت وكالة تسجيل المواد السّامة والأمراض كوكالة تابعة لوزارة الصحة والخدمات البشرية في 19 نيسان 1983، وكان جيمس ميسون أول مدير لها. وقد منحت التعديلات التي أدخلت على قانون حفظ الموارد واستردادها في عام 1984 وكالة تسجيل المواد السّامة والأمراض سلطة اضافية تتعلق بمرافق تخزين النفايات الخطرة، وأيضا كلفت بتطبيق إجراءات الصحة العامة في هذه المواقع بطلب من وكالة حماية البيئة، والولايات والأفراد. وكذلك مساعدة وكالة حماية البيئة بتحديد المواد التي يجب أن تنظم على مستويات المواد الكيميائية التي قد تشكل خطرا على صحة الإنسان. وتم تنظيم الوكالة رسميا في 11حزريران 1985. وفي عام 1986 أجريت بعض التعديلات وتم واعادة تفويض الصندوق الرئيسي ووسعت مسؤوليات الوكالة في مجالات الصحة العامة، والقيام بإنشاء قواعد بيانات للمواد السمية والمحافظة عليها، ونشر المعلومات والتعليم الطبي. وفي عام 2003، استعيض عن منصب المدير المساعد بمدير مشترك مع اللجنة الوطنية للصحة البيئية.

## نظرة عامة
وكالة تسجيل المواد السّامة والأمراض هي وكالة ضمن حدود وزارة الصحة والخدمات البشريّة في الولايات المتحدة، معنيّة بآثار المواد الخطرة على صحة الإنسان، إذ تكون مسؤولة عن تقييم وجود وطبيعة المخاطر الصحيّة في المواقع التابع لقانون الاستجابة البيئية على نحو خاص، فضلا عن المساعدة في منع أو تقليل التعرض للمواد الخطرة أو الأمراض الناجمة عن التعرض لها، إذ إنها وكالة رقابية أنشأت لضمان عمل حماية الصحة العامة التنظيم البيئي جنبا إلى جنب
تتضمن مهام ATSDR تقييمات الصحة العامة لمواقع النفايات الخطرة في قائمة الأولويات الوطنية؛ كالتماسات أو التقييمات الصحية ملتمسة لمواقع نفايات أو منشآت صناعية محددة. طلب مواطنو الولايات المتحدة إجراءات بخصوصها؛ كإجراء الدراسات الصحية (بما في ذلك المراقبة والسجلات) لتحديد الأثر طويل المدى لهذه المرافق، الاستجابة لتحرير المواد الخطرة، البحوث التطبيقية لدعم تقييمات الصحة العامة، تطوير المعلومات ونشرها، والتعليم والتدريب بشأن المواد الخطرة. . وتقوم الوكالة أيضا بإعداد ملفات السمية للمواد الخطرة الموجودة في المواقع في قائمة الأولويات الوطنية، وكذلك في المواقع الفيدرالية التي تديرها وزارة الدفاع ووزارة الطاقة الامريكية.

### أهدافها
وكالة تسجيل المواد السامة والأمراض لديها سبعة أهداف وهي:
- حماية العامة من التعرض للأخطار البيئية والمواد السامة .
- تعزيز البيئة الصحية .
- تطوير علم الصحة البيئية العامة .
- دعم ممارسة الصحة البيئية العامة.
- تثقيف المجتمعات ، الشركاء ، وواضعي السياسات عن المخاطر الصحية البيئية والتدابير الوقائية
- تعزيز العدالة البيئية وتقليل التفاوتات الصحية المرتبطة بالتعرض البيئي
- توفير خبرة علمية وتقنية فريدة لتعزيز علم الصحة العامة وممارستها

### سلطاتها
خلافا لـوكالة حماية البيئة، فوكالة تسجيل المواد السّامة والأمراض هي وكالة استشارية غير تنظيمية، تقوم بإجراء الأبحاث بشأن الآثار الصحية لمواقع النفايات الخطرة، وأيضا تقوم بتقديم معلومات وتوصيات للهيئات الحكومية والفيدراليّة، وأعضاء المجتمع، وغيرهم من الأطراف المهتمة.
وعلى الرغم من ذلك فوكالة تسجيل المواد السّامة والأمراض لا تشارك في تنظيف هذه المواقع، ولا تستطيع تقديم أو رعاية العلاجات الطبية للأشخاص الذين تعرضوا لهذه الأمراض.

## التنظيم

### الإدارة
في 26 آذار 2018 تم تعيين روبرت ريدفيلد كمدير لوكالة تسجيل المواد السامة والأمراض ومركز مكافحة الأمراض. بينما كان باتريك برييسي هو مدير الوكالة منذ عام 2004. منصب مدير الوكالة يتم تعيينه من قبل رئيس الولايات المتحدة ولا يتطلب التعيين موافقة مجلس الشيوخ، ويقوم مدير الوكالة بتعيين مدير اللجنة الوطنية للصحة الاستراتيجية الوطنية للحد من الكوارث والذي سيتولى مسؤولية إدارة برامج الوكالة.

### الهيكل التنظيمي
- مكتب المدير[10]
- مكتب الاتصال
- مكتب طوارئ الصحة البيئية
- مكتب الخدمات المالية والادارية والاعلامية
- مكتب السياسات والتخطيط والتقييم
- مكتب العلوم
- شعبة التحقيقات الصحية المجتمعية[11]
- الفرع الشرقي
- الفرع المركزي
- الفرع الغربي
- مكتب العلوم
- شعبة علم السموم وعلم الصحة العامة
- فرع علم الأمراض البيئية
- فرع طب البيئة
- فرع مراقبة الصحة البيئية
- فرع علم السموميات البيئية.[12][13][14]

## البرامج

### تقييمات الصحة العامة والمشاورات الصحية
تتمثل إحدى المسؤوليات الرئيسية في إجراء تقييمات للصحة العامة واستشارات صحية، وتجري الوكالة تقييمات الصحة العامة لجميع المواقع المقترحة في قائمة الأولويات الوطنية. .الغرض من تقييمات الصحة العامة هو دراسة إذا كانت المواد الخطرة في المواقع تشكل خطرا على الصحة، وإصدار التوصيات حول المشاكل أو وقف التعرض لتلك المواد. وتجري الوكالة أيضا مشاورات صحية، غالبا استجابة لطلبات من وكالة حماية البيئة والوكالات الحكومية والمحلية، وتدرس الاستشارات الصحية على مسائل صحية محددة، مثل الآثار الصحية للتعرض لمادة كيميائية معينة في موقع ما. اذ أن المشاورات الصحية محدودة في نطاقها أكثر من تقييمات الصحة العامة. تجري الوكالة أيضا تقييمات للصحة العامة ومشاورات صحية استجابة للالتماسات المقدمة من أفراد الجمهور. ولإجراء تقييمات الصحة العامة والمشاورات الصحية، تعتمد الوكالة على علمائها أو تنشئ اتفاقات تعاونية مع الدول، وتقدم المساعدة التقنية إلى إدارات الصحة الحكومية. أصدرت الوكالة أكثر من 200 تقييم للصحة العامة في عام 2009، وتقدم حوالي 1000 استشارة صحية كل عام.
عند التحقيق في المواقع، تقوم وكالة تسجيل المواد السّامة والأمراض بفحص البيانات البيئية والبيانات الصحية والمعلومات من الأفراد المجتمع حول أثر الموقع على نوعية حياتهم، حيث أن الوكالة لا تقوم بجمع المعلومات البيئية، بل تعتمد عادة على المنظمات الشريكة مثل وكالة حماية البيئة لإجراء الاختبارات وجمع البيانات. وتوفر هذه البيانات البيئية معلومات عن كمية التلوث والطرق التي من الممكن أن يتعرض بها البشر للمواد الخطرة في الموقع.تقدم البيانات الصحية معلومات عن معدلات المرض والوفاة في المجتمع المحلي.
وبما أن وكالة تسجيل المواد السامة والأمراض هي وكالة استشارية، فغالبا ما تكون استنتاجات التقييمات للصحة العمة والاستشارات على شكل توصيات لوكالات الدولة الوطنية البيئية الصحية مثل وكالة حماية البيئة.وتعتمد وكالات أخرى وعامة الجمهور على وكالة تسجيل المواد السامة والأمراض لتوفير معلومات عن الآثار الصحية للمواد الخطرة في المواقع الملوثة.

### أبحاث في علم السموم
ومن مسؤوليات الوكالة هي إنتاج موجزات لأكثر المواد السمية شيوعا في المواقع، وتلخص الموجزات للمواد السمية الدراسات الهامة عن الآثار الصحية لهذه المواد. كما أن الوكالة تنشر تقاريرها في وكالة للمواد السامة وتسجيل الأمراض (ToxGuid) وقوائم المواد الخطرة (ToxFAQS) ، وتصريحات الصحة العامة التي تلخص معلومات صحية عن موجزات المواد السمية التي تستخدم في مجالات الصحة العامة. وتحتفظ الوكالة ببوابة للمواد السامة تجمع جميع المعلومات المتعلقة بعلم السموم في الوكالة وتسمح للمستخدمين بالبحث عن المواد الكيميائية. وقد نشرت الوكالة موجزات عن مواد سمية لأكثر من 250 مادة خطرة.
ولدى وكالة تسجيل المواد السامة والأمراض مختبر حاسوبي لدراسة علم السموم يجري بحوثا ونمذجة لآثار المواد السمية على صحة الإنسان. ويتضمن عمل الوكالة أيضا دراسة آثار الأدوية، وكذلك إنشاء الحد الأدنى من مستويات المخاطر المترتبة على الإنسان من التعرض للمواد الخطرة.
وأظهرت إحدى النماذج أن الأطفال أكثر عرضة من البالغين للتعرض الكيميائي من خلال الاستنشاق أو التعرض الفموي.ويجري المختبر أيضا بحوثا لإدارات الصحة الحكومية والمحلية بشأن الآثار الصحية للمواد الكيميائية المعنية.

### السجلات الصحية
تحتفظ الوكالة بسجلات للأشخاص الذين تعرضوا لمواد سامة معينة أو الذين لديهم أمراض معينة، والمشاركة في هذه السجلات تطوعية وتبقى البيانات والمعلومات الشخصية للفرد سرية. ويستخدم علماء الأوبئة وغيرهم من الباحثين المعلومات التي يتم جمعها لدراسة النتائج الصحية طويلة الأجل وعوامل الخطر للمرض، كما يمكن أن يساعد الأطباء على تشخيص تلك الظروف الصحية على أفراد آخرين ومعالجتها في وقت مبكر. تستخدم الوكالة سجلات الاتصال بالأفراد المسجلين الذين لديهم معلومات صحية هامة.

### وكالة التسجيل الصحي في مركز التجارة العالمي
أنشأت وكالة تسجيل الصحة في المركز التجاري العالمي في عام 2002، على يد وكالة تسجيل المواد السامة والأمراض ووزارة الصحة والصحة القلية في نيويورك وذلك للتتبع آثار هجمة أيلول على الصحة البدنية والعقلية على المدى الطويل. يحتوي السجل على أكثر من 71,000 من الناس الذين عاشوا أو عملوا أو ذهبوا للمدارس بالقرب من موقع مركز التجار العالمي، وهو أكبر سجل صحي لما بعد الكوارث في الولايات المتحدة.
ويستخدم الباحثون السجل لدراسة الآثار الصحية للكارثة ولوضع توصيات للصحة العامة لمواجهة الكوارث في المستقبل. وهناك دراسة أجريت عام 2009 على أساس بيانات التسجيل وجدت أن اضطراب الإجهاد والربو ما بعد الصدمة هما الأكثر شيوعا بين المشاركين من 5 إلى 6 سنوات بعد الكارثة.

### سجل لمرض التصلب الجانبي الضموري
قامت وكالة تسجيل المواد السامة والأمراض بعمل سجل جديد لمرضى المصابين بـ التصلب الجانبي الضموري، حيث وقع الرئيس جورج بوش القانون الذي ينص على إنشاء سجل مرض التصلب الجانبي الضموري في 8 أكتوبر 2008. ويؤمل أن يقدم السجل معلومات عن مدى انتشار هذا المرض وأن يؤدي إلى فهم العوامل التي قد تكون مرتبطة بهذا المرض.بدأت الوكالة بتسجيل الأشخاص بالسجل 20 أكتوبر 2010 .

### المراقبة
وتجري الوكالة مراقبة عن طريق مواصلة مشاريع لجمع وتحليل المعلومات المتعلقة بالأمراض وحالات التعرض للمواد الكيميائية. ويمكن بعد ذلك استخدام البحوث التي تستخدم تلك المعلومات والبيانات لمنع الإصابة في المستقبل ومكافحة الإصابة والمرض والوفاة.

### برنامج مراقبة الأحداث الطارئة المتعلقة بالمواد الخطرة
ومن أبرز مشاريع المراقبة هو برنامج مراقبة الأحداث الطارئة المتعلقة بالمواد الخطرة، الذي استمر من عام 1990 إلى عام 2009. واشتركت الوكالة مع 15 دولة في جمع معلومات عن مركبات الهيدروفلوروكربون بهدف تعقب الانسكابات الكيميائية والإبلاغ عنها ودراستها. واستخدمت المعلومات الواردة في النظام المذكور للتخطيط للأحداث الطارئة التي تشمل المواد خطرة (بما في ذلك الهجمات الإرهابية). اذ استخدمت الولايات المتحدة المعلومات في وضع سياسات وبرامج لتعزيز الصحة العامة والحد من الأمراض والوفيات التي يمكن أن نجم عن التعرض للمواد الخطرة.على سبيل المثال، تستخدم الولايات المتحدة بيانات «برنامج مراقبة الأحداث الطارئة للمواد الخطرة (HSEES)» لدعم التشريعات التي تتناول المشكلة من المواد الكيميائية الخطرة في مختبرات الميثامفيتامين غير المشروع. واستخدمت دول أخرى بيانات «برنامج مراقبة الأحداث الطارئة للمواد الخطرة» لتنفيذ برامج مصممة لتقليل التعرض للمواد الكيميائية الخطرة والزئبق في المدارس إلى أدنى حد. أجريت أكثر من 50 دراسة منشورة باستخدام بيانات «برنامج مراقبة الأحداث الطارئة للمواد الخطرة».

### البرنامج الوطني لحوادث المواد السمية
وكخلف لبرنامج مراقبة الأحداث الطارئة للمواد الخطرة، أطلقت وكالة تسجيل المواد السّامة والأمراض «البرنامج الوطني لحوادث المواد السمية» في عام 2009. ويتمثل أحد جوانب البرنامج في قاعدة بيانات وطنية للمعلومات المتصلة بالانسكابات الكيميائية. ويقوم المركز أيضا بتقييم فرق التعرض للمواد الكيميائية لمساعدة الإدارات الصحية الحكومية والمحلية في أعقاب الانسكابات السمية. وتستجوب هذه الفرق الأشخاص الذين تعرضوا للمواد الخطرة وتجمع عينات لاختبار مستوى التلوث في البيئة وفي الناس.

### الاستجابة لحالات الطوارئ
تمثل وكالة تسجيل المواد السامة والأمراض وزارة الصحة والخدمات البشرية في الاستجابة الوطنية بفريق يعمل مع الوكالات الأخرى على تقديم المساعدة التقنية أثناء حالات الطوارئ التي تتضمن المواد الخطرة مثل انسكاب المواد الكيميائية، فعلى سبيل المثال في تموز عام 2007 قامت الوكالة بالاستجابة لفيضان نهر (كوفيفيل) (كانساس) بعد أن تسرب نفط من مصفاة البترول في مياه الفيضان، مما أدى إلى تلوث العديد من المنازل، فعملت الوكالة مع وكالة حماية البيئة والدولة والسلطات المحلية على توفير المعلومات الصحية للسكان المحليين ووتقديم النصح لتلك الوكالات أثناء عملية التنظيف. وأيضا ساعدت الوكالة في التصدي لحوادث الإرهاب التي شملت هجمات 11 سبتمبر 2001، وهجمات الجمرة الخبيثة. واستجابت الوكالة لـ 132 حادثا كيميائيا طارئا في عام 2008 .
بالإضافة إلى العمل مع المجتمعات المحلية والوكالات الأخرى في أعقاب حالات الطوارئ الكيميائية، إذ قامت الوكالة بوضع سلسلة لإدارة حوادث المواد الخطرة، التي تشمل عدة أدوات لمساعدة موظفي الخدمات الطبية وموظفي أقسام الطوارئ في المستشفيات أثناء حالات الطوارئ الكيميائية، ويشمل ذلك معلومات هامة عن التخطيط للطوارئ، والاستجابة لحالات الطوارئ وحماية آلإنقاذ، وأداة أخرى هي الإدارة الطبية التوجيهية، التي تلخص المعلومات الهامة عن التعرض للواد الكيميائية الشائعة وتقديم اقتراحات الأمان والعلاج.

### مبادرة براونفيلد / إعادة استخدام الأراضي
تعمل الوكالة على نحو وثيق مع المجتمعات المحلية لتقييم آثار الصحة العامة المتصلة بإعادة تطوير ممتلكات الحقول البنية (brown Fields). وهذه المواقع كانت تستخدم في السابق لأغراض صناعية وقد تكون لا تزال ملوثة بمواد خطرة. وقد عملت وكالة تسجيل المواد السامة والأمراض في أكثر من 400 حقل بني أو موقع لإعادة استخدام الأراضي ولتقييم الآثار الصحية للتعرض المحتمل للمواد الخطرة. أنشأت الوكالة الموارد لتوفير التوجيه المجتمعات عند تخطيط مشاريع التطوير،  بما في ذلك أدوات لتقييم التهديدات المحتملة من المواد الكيميائية في تطوير المواقع. بالإضافة إلى تقييم الآثار الصحية للتلوث في الحقول البنية، اذ تشجع الوكالة المجتمعات المحلية على مراقبة صحة المجتمع.

### الشراكات المجتمعية
وينطوي أحد مجالات التركيز الرئيسية للعمل الذي تقوم به الوكالة على التفاعل مع المجتمعات المحلية. وكثيرا ما تقوم الوكالة بشراكات مع إدارات الصحة الحكومية والمحلية لمساعدتها في أداء واجباتها في مجال الصحة العامة. في عام 2008، فقد قامت وكالة تسجيل المواد السامة والأمراض بعمل اتفاقيات تعاونية مع 29 ولاية وحكومة، وقامت بتوفير المساعدات التقنية .